# Valença do Piauí
Valença do Piauí é um município brasileiro do estado do Piauí.
Localiza-se na Mesorregião do Centro-Norte Piauiense, na microrregião homônima.

## História
Valença tem sua origem nos índios Aroás (Aruaques ou Aroazes), e Jerumenhas (do Arraial Garcia D'Ávila) em uma aldeia fundada por índios domesticados, trazidos da Bahia pelo bandeirante Francisco Dias D'Ávila. Esses e os outros índios foram expulsos pelos padres jesuítas, que para cá vieram com a falsa intenção de catequizá-los; como esses e outros índios não acostumaram viver entre os brancos portugueses civilizados e nem no meio de escravizados negros, foram embora. Sendo substituídos por escravos negros, também trazidos da Bahia para o cultivo do café, onde se instalaram em uma aldeia a dois quilômetros de Valença (do outro lado do riacho da Areia, hoje chamado Fumal).
Porém, como não deu certo o cultivo do café devido a problemas climáticos, os mesmos foram usados para concluírem o templo de pedras deixado pela metade, pelos índios. Após concluírem o referido templo, o mesmo foi doado para a Igreja Católica a fim de abrigar duas imagens negras, por nome São Benedito e Santa Efigênia, trazidos quando vieram da África.
Valença do Piauí localiza-se na região conhecida como "Vale do Sambito", o qual é formado por 15 municípios: Valença, Aroazes, Novo Oriente do Piauí, Lagoa do Sítio, Pimenteiras, Inhuma, Ipiranga do Piauí, Barra d'Alcântara, Francinópolis, Elesbão Veloso, Várzea Grande, Prata do Piauí, São Félix do Piauí, São Miguel da Baixa Grande e Santa Cruz dos Milagres. Conhecida como "a cidade sorriso", Valença é constituída por um povo hospitaleiro e acolhedor, sendo, por conta dessa particularidade, celeiro de um grande número de pessoas de outras cidades e estados que decidem fixar residência.

## Geografia

### Hidrografia
Os principais recursos hídricos que o município dispõem são o Rio do Sambito, riachos Areia e Serra Negra, além da barragem Mesa de Pedra, lago artificial inaugurado em 2001 com capacidade de aproximadamente 56 milhões de metros cúbicos de água.

### Clima
A região apresenta um clima que tende entre características tropicais e semiáridas, contudo, devido a vegetação típica do município (campo cerrado e cerradão) convêm classifica-lá como tropical semiúmida com estações secas Aw. Estando a uma altitude média de 208 metros acima do nível do mar, Valença costuma apresentar temperaturas que giram em torno dos 35 °C na máxima e 26 °C na mínima. O período invernoso estende-se de meados de dezembro a abril, enquanto que, entre os meses de maio e julho ocorre um período de temperatura mais amena, enquanto que, nos meses de agosto a meados de novembro se dá o período de estiagem e calor intenso, com médias que por vezes chegam aos 40º.
| Gráfico climático para Valença do Piauí  | Gráfico climático para Valença do Piauí | Gráfico climático para Valença do Piauí | Gráfico climático para Valença do Piauí | Gráfico climático para Valença do Piauí | Gráfico climático para Valença do Piauí | Gráfico climático para Valença do Piauí | Gráfico climático para Valença do Piauí | Gráfico climático para Valença do Piauí | Gráfico climático para Valença do Piauí | Gráfico climático para Valença do Piauí | Gráfico climático para Valença do Piauí |
| ---------------------------------------- | --------------------------------------- | --------------------------------------- | --------------------------------------- | --------------------------------------- | --------------------------------------- | --------------------------------------- | --------------------------------------- | --------------------------------------- | --------------------------------------- | --------------------------------------- | --------------------------------------- |
| J                                        | F                                       | M                                       | A                                       | M                                       | J                                       | J                                       | A                                       | S                                       | O                                       | N                                       | D                                       |
| 155 32 23                                | 157 32 22                               | 221 31 22                               | 158 31 22                               | 51 32 23                                | 9 32 22                                 | 4 32 22                                 | 2 34 23                                 | 8 36 24                                 | 23 36 26                                | 48 36 26                                | 109 34 25                               |
| Temperaturas em °C • Precipitações em mm |                                         |                                         |                                         |                                         |                                         |                                         |                                         |                                         |                                         |                                         |                                         |

### Vegetação
Predomina na região o bioma caatinga.

### Formações geológicas
No solo, há formações de latossolos vermelho-amarelo distróficos associados a areias quartzosas distróficas e solos litólicos.

## Demografia
Atualmente, o município possui cerca de 29.555 habitantes, sendo 48% do sexo masculino e 52% do sexo feminino.
Em 1991 o município apresentava um Índice de Desenvolvimento Humano Municipal equivalente a 0,394, no ano 2000 apresentou um ligeiro aumento desse índice (0,496), contudo, ainda continuava na faixa de baixo desenvolvimento humano. Já no ano de 2010, com um índice de 0,647, o município conquistou o status de médio desenvolvimento, e hoje ocupa a 9ª posição no ranking do estado do Piauí. Considerando-se apenas o índice de educação o valor é de 0,566, o valor do índice de longevidade é de 0,773 e o de renda é de 0,620.